# Thrust 2

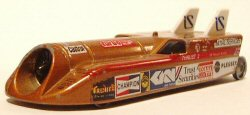
Lledo model van de Thrust 2

Thrust 2 is een door Richard Noble gemaakte en bestuurde recordauto. 
De door een Rolls-Royce straalmotor aangedreven auto hield het Wereldsnelheidsrecord op land tussen 1983 en 1997. Op 4 oktober 1983 zette de auto een topsnelheid neer van 1018 KM/u in de Black Rock Desert in Nevada (VS). In 1997 verbrak Noble min of meer zijn eigen record, doordat de door hem gebouwde Thrust SSC het record pakte. Zowel de Thrust 2 als de Thrust SSC zijn te zien in het Coventry Transport Museum in Coventry.